# Bảo tàng Nông nghiệp và Công nghiệp Thực phẩm Quốc gia ở Szreniawa
Bảo tàng Nông nghiệp và Công nghiệp Thực phẩm Quốc gia ở Szreniawa (tiếng Ba Lan: Muzeum Narodowe Rolnictwa i Przemysłu Rolno-Spożywczego w Szreniawie) là một bảo tàng tọa lạc tại số 5 phố Dworcowa, làng Szreniawa, xã Komorniki, huyện Poznański, tỉnh Wielkopolskie, Ba Lan. Bảo tàng này là thành viên của Hiệp hội Quốc tế về Bảo tàng Nông nghiệp (AIMA) và Ủy ban Quốc gia Ba Lan của Hội đồng Bảo tàng Quốc tế (ICOM).
Hoạt động của bảo tàng tập trung vào việc thu thập, phát triển và giới thiệu các di tích có liên quan đến lịch sử của vùng nông thôn Ba Lan, nông nghiệp và công nghiệp nông sản từ khắp Ba Lan. Tính đến nay, các bộ sưu tập của bảo tàng có tổng cộng hơn 20.000 hiện vật.

## Lịch sử
Bảo tàng được thành lập vào năm 1964 với tên Bảo tàng Nông nghiệp và được nâng hạng thành một bảo tàng quốc gia vào 11 năm sau đó. Bảo tàng lấy tên hiện tại từ ngày 4 tháng 3 năm 1986. Vào ngày 28 tháng 12 năm 1998, Bảo tàng Nông nghiệp và Công nghiệp Thực phẩm Quốc gia ở Szreniawa được đưa vào Sổ đăng ký Bảo tàng Nhà nước theo Đạo luật ngày 21 tháng 11 năm 1996 về bảo tàng. Bốn năm sau, bảo tàng trở thành địa điểm tổ chức Hội nghị Bảo tồn Quốc tế lần thứ 5. Vào năm 2020, bảo tàng này được trao giải thưởng Nhà lãnh đạo Du lịch trong cuộc thi do tạp chí Życie Regionów và Hội đồng Diễn đàn Chuyên gia đồng tổ chức.